# Félix Le Héno
Ne doit pas être confondu avec Jacques Dhur.
Félix Le Héno connu sous le pseudonyme de « Jacques Dhur » est un écrivain et journaliste français, né le 12 février 1865 à Vannes (Morbihan) et mort le 22 décembre 1929 à Paris.

## Biographie
Il contribue à L'Assiette au beurre aux côtés de Jean Plumet. Il a écrit de petits drames bourgeois avec Delphi Fabrice.
Il dirige pour La Librairie universelle (Paul Ollendorff) à compter de 1903, le périodique Drames vécus !, où il revient sur l'affaire de la malle à Gouffé et Gabrielle Bompard, avec le journaliste britannique Clement Bertie Marriott.
Il meurt le 22 décembre 1929 en son domicile dans le 7e arrondissement de Paris.

## Œuvre
Entre autres :
- Le Père d'Émile Zola : Les Prétendues Lettres Combes (Lettre à M. Le Procureur de la République), préface de Jean Jaurès, 1899.
- Capitaine Mollin, La Vérité sur l'affaire des fiches, [préface signée Jacques Dhur], [1905].
- Le Paiement des loyers pendant la guerre et après, 1915.
- Les bagnes militaires : reportage complet sur Biribi, 1915, 1925[3]
- Les marchés de l'Intendance. La Danse des millions !, 1917.
- Visions de bagne, 1925.